# Пештерна
Пештерна (болг. Пещерна) — село в Болгарии. Находится в Ловечской области, входит в общину Луковит. Население составляет 120 человек.

## Политическая ситуация
Пештерна подчиняется непосредственно общине и не имеет своего кмета.
Кмет (мэр) общины Луковит — Петыр Георгиев Нинчев (независимый) по результатам выборов в правление общины.